# Eungboksan
Eungboksan (koreanska: 매복산, 응복산) är ett berg i Sydkorea.   Det ligger i provinsen Gangwon, i den norra delen av landet, 140 km öster om huvudstaden Seoul. Toppen på Eungboksan är 1 342 meter över havet, eller 266 meter över den omgivande terrängen. Bredden vid basen är 3,9 km. Eungboksan ingår i Odae-sanmaek.
Terrängen runt Eungboksan är huvudsakligen lite bergig. Runt Eungboksan är det ganska tätbefolkat, med 214 invånare per kvadratkilometer. I omgivningarna runt Eungboksan växer i huvudsak blandskog.